# Stanisław Adamski (oficer)
Stanisław Adamski (ur. 2 maja 1897 w Warszawie, zm. w kwietniu 1940 w Katyniu) – polski legionista, działacz Polskiej Organizacji Wojskowej, major geograf Wojska Polskiego, ofiara zbrodni katyńskiej.

## Życiorys
Syn Antoniego i Barbary z Dylikowskich. Wstąpił do I Brygady Legionów Polskich i w jej szeregach walczył w I wojnie światowej. Następnie – już jako żołnierz Wojska Polskiego w składzie 22 pułku piechoty (a później 34 pułku piechoty) – brał udział w wojnie polsko-bolszewickiej. Absolwent Oficerskiej Szkoły Topografów (1921). W latach 1921–1939 pełnił służbę w Wojskowym Instytucie Geograficznym w Warszawie, ostatnio na stanowisku kierownika grupy topograficznej w Wydziale Topograficznym. 19 marca 1928 roku został mianowany kapitanem ze starszeństwem z dniem 1 stycznia 1928 roku i 4. lokatą w korpusie oficerów geografów. Na stopień majora został mianowany ze starszeństwem z dniem 19 marca 1937 roku i 5. lokatą w korpusie oficerów geografów.
Po agresji ZSRR na Polskę wzięty do niewoli sowieckiej 17 września 1939 roku w Hoszczy. 26 października 1939 roku był przetrzymywany w obozie jenieckim w Putywlu, po czym w listopadzie został przewieziony do obozu jenieckiego NKWD w Kozielsku, skąd ostatnią wiadomość do krewnych wysłał w listopadzie 1939 roku. Między 7 a 9 kwietnia 1940 przekazany do dyspozycji naczelnika smoleńskiego obwodu NKWD – lista wywózkowa 015/2 z 5 kwietnia 1940 roku. Według źródeł rosyjskich został rozstrzelany przez NKWD w Katyniu między 9 a 11 kwietnia 1940 roku. Zamordowanych w tym miejscu jeńców grzebano w bezimiennych mogiłach zbiorowych, gdzie od 28 lipca 2000 roku mieści się oficjalnie Polski Cmentarz Wojenny w Katyniu. Nie został zidentyfikowany podczas ekshumacji prowadzonej przez Niemców w 1943. Krewni do 1946 poszukiwali informacji przez Biuro Informacji i Badań Polskiego Czerwonego Krzyża w Warszawie.

### Życie prywatne
Ożenił się z Wandą Srzednicką. Mieli troje dzieci: córki Halinę (ur. 19 sierpnia 1920) i Marię oraz syna Andrzeja. Żona zmarła w 1982 roku i została pochowana w grobowcu rodziny Srzednickich h. Pomian na Cmentarzu Powązkowskim w Warszawie (kwatera 28-6-11,12). Córka Halina, po mężu Iwińska, zmarła 17 października 1998 roku (pochowana tamże). W grobowcu rodziny Srzednickich znajduje się symboliczny nagrobek Stanisława Adamskiego z inskrypcją: „Stanisław Adamski. Legionista. Major. Geograf. Zamordowany w Katyniu”.

## Ordery i odznaczenia
- Krzyż Niepodległości (12 marca 1931)[10]
- Krzyż Walecznych[4]
- Złoty Krzyż Zasługi[4]
- Srebrny Krzyż Zasługi (19 marca 1937)[11]
- Medal Pamiątkowy za Wojnę 1918–1921
- Medal Dziesięciolecia Odzyskanej Niepodległości

## Upamiętnienie
5 października 2007 roku minister obrony narodowej Aleksander Szczygło mianował go pośmiertnie na stopień podpułkownika. Awans został ogłoszony 9 listopada 2007 roku w Warszawie, w trakcie uroczystości „Katyń Pamiętamy – Uczcijmy Pamięć Bohaterów”.
Krzyż Kampanii Wrześniowej – zbiorowe, pośmiertne odznaczenie pamiątkowe wszystkich ofiar zbrodni katyńskiej (1 stycznia 1986)
„Dąb Pamięci” przy ul. Gminnej 6 obok siedziby Urzędu Gminy w Czosnowie (certyfikat nr 000328/000290/WE/2008) – posadzony w 2008 roku przez Stowarzyszenie Pamięci „Niepodległej Rzeczpospolitej Kampinoskiej” przy parafii Niepokalanego Serca NMP w Wierszach w ramach programu „Katyń... ocalić od zapomnienia” Stowarzyszenia „Parafiada” im. św. Józefa Kalasancjusza.